# Moisdon-la-Rivière
Moisdon-la-Rivière è un comune francese di 1 993 abitanti situato nel dipartimento della Loira Atlantica nella regione dei Paesi della Loira.

## Società

### Evoluzione demografica
Abitanti censiti